# Ernst Müller (Bildhauer)
Justus Wilhelm Ernst Müller (* 9. Juli 1823 in Göttingen; † 20. April 1875 in Düsseldorf) war ein deutscher Maler, Bildhauer und Kunstschriftsteller.

## Leben
Müller war der Sohn des Kloster- und Universitätsbaumeisters Justus Heinrich Müller und dessen Frau Dorothee, geb. Jewe. Nach der Schulzeit, in der sich Müller schon intensiv mit Zeichnen und Holzschnitzen beschäftigte, lernte er in der Landwirtschaft auf einem Gut in Hessen. Auf Veranlassung von Emanuel Geibel förderte der Kammerherr und Mäzen Karl-Otto von der Malsburg Müller, so dass er an der Kunstakademie Kassel eine Ausbildung zum Bildhauer machen konnte. Dort wurde er Lieblingsschüler von Johann Werner Henschel, den er 1844 auf eine Reise nach Rom begleitete. Müller zog danach zunächst nach Nürnberg, dann nach München, wo er an der Akademie der Bildenden Künste Malerei studierte und Vorlesungen an der Universität besuchte. 1860 ging Müller nach Paris, später nach Brüssel, danach lebte er in Bonn, Köln und Düsseldorf.
Müller schuf eine Mozart-Statue für das Hoftheater in Hannover, ferner für seinen Mäzen von der Malsburg Büsten von Emanuel Geibel, Friedrich Bodenstedt und Louis Spohr. Weitere Werke waren Statuen und Reliefs aus dem Bereich der nordischen Mythologie, der sein besonderes Interesse galt. Müller schuf ferner Porträtmedaillen.